# 12362 Mumuryk
12362 Mumuryk (tên chỉ định: 1993 TS1) là một tiểu hành tinh vành đai chính. Nó được phát hiện bởi Kin Endate và Kazuro Watanabe ở Đài thiên văn Kitami ở Hokkaidō, Nhật Bản, ngày 15 tháng 10 năm 1993. Nó được đặt theo tên Mumuryk Keiko Yuharo, a Japanese painter và illustrator.